# 尼可刹米
尼可刹米（商品名可拉明，化学名：N,N-二乙基烟酰胺）是一种含氮有机化合物，化学式C
10H
14N
2O，可用作影响呼吸系统的兴奋剂。